# زنی که مردش را گم کرد
زنی که مردش را گم کرد نام داستان کوتاهی از صادق هدایت است که در سال ۱۳۱۲ در مجموعهٔ سایه‌روشن به چاپ رساند. این داستان به امور و روابط جنسی زنی مازوخیست می‌پردازد و سرانجام آن را در جامعهٔ فرودست معاصرِ نویسنده به تصویر می‌کشد.

## خلاصه داستان
در مراسم انگورچینی در دهی از توابع تهران، «زرین‌کلاه» دختری از اهالی همان ده شیفته جوانی اهل شمال به نام «گل ببو» می‌شود و به‌رغم مخالفت مادرش سرانجام با او ازدواج می‌کند. سپس برای شروع زندگی‌شان عازم تهران می‌شوند آنها زندگی سعادتمندانه‌ای دارند تا اینکه گل ببو تحت تأثیر دوستان به شراب و تریاک روی می‌آورد و اخلاقش به کلی عوض می‌شود. او  هر شب نشئه و مست به خانه می‌آید و زرین‌کلاه را به بهانه‌های واهی به شدت کتک می‌زند. اما  زرین‌کلاه نه تنها این درد و عذاب را تحمل می‌کند و لب به اعتراض نمی‌گشاید بلکه از اینکه چنین مرد قدرتمند و توانایی دارد احساس رضایت هم می‌کند. پس از مدتی گل ببو به بهانه کار، خانه را ترک می‌کند۔ زمان زیادی از موعد بازگشتش می‌گذرد ولی از ‎گل ببو هیچ خبری نمی‌رسد۔ سرانجام زرین‌کلاه؛ پس از پرس‌و‌جو از دوستان گل ببو به همراه نوزادش به جستجوی او به روستای زادگاهش در مازندران می‌رود۔ او به سختی خود را به خانه پدری گل ببو می‌رساند؛ اما گل ببو که همراه با همسر جدیدش در را به روی او باز می‌کند؛ مدعی می‌شود که او را نمی‌شناسد۔ زرین‌کلاه‏ هم که حالا سرگردان و بی‌کس و بی‌پول شده به ناچار بچه را در خانه ناشناسی می‌گذارد و بر می‌گردد.

## نقد و تحلیل داستان
هدایت، تصویری کاریکاتورگونه و هجوآمیز از زندگی دختر ساده روستایی، روابط او با خانواده‌اش که بی‌دلیل با او بدرفتاری می‌کنند عاشق شدنش و زندگی مشترکش به‌دست می‌دهد. لحن داستان و ویژگیهای شخصیتهای داستان نشان‌دهنده نفرت و انزجار عمیق هدایت از جهل و خرافات است. شخصیت‌های داستان آنچنانکه در قصه‌ها و افسانه‌ها می‌ببینیم بسیار سطحی و تک‌بعدی ترسیم شده‌اند. به عنوان نمونه، هدایت در بزرگنمایی شخصیت ساده و  مطیع دختر به عنوان نمونه‌ای از دختران روستایی تا آن جا پیش می‌رود که ما عملاً با شخصیتی  مازوخیستی مواجه می‌شویم که از کتک خوردن توسط شوهر نيرومندش لذت می‌برد. او حتی در  پایان داستان زمانی که رانده از شوهر و مانده از خانه پدری آواره و سرگردان است؛ از جوانی که  همان ویژگی‌های «گل ببو» مرد روستایی را دارد خوشش می‌آید. او دختری است خرافاتی که برای رسیدن به مرد مورد علاقه‌اش به نذر و نیاز متوسل می‌شود و هنگامی هم که برای یافتن شوهرش عازم سفر می‌شود برای دلگرمی خود به نذر و نیاز روی می‌آورد۔ او به واقع نماد زنان سنتی و خرافاتی است که هدایت‏ سعی دارد با ارائه تصویری غلو‌شده از آنان، بدبختی و فلاکتی را که به آن مبتلا هستند برجسته سازد۔ زنانی که به طور کامل مطیع شوهر هستند و در تنگناها و مشکلات زندگی پناهگاهی جز عقاید و باورهای خرافی‌شان ندارند۔ اما شوهر او گل ‎ببو‏، مرد روستایی زمخت و خشن و بی‌عاطفه ای ترسیم می‌شود که زندگی در شهر و مراوده با دوستان نااهل به تدریج او را به فردی عیاش و رفیق‌باز تبدیل ساخته و سرانجام زندگی این زوج ظاهراً خوشبخت روستایی را متلاشی می‌کند.

## منبع
- زنی که مردش را گم کرد، صادق هدایت، تهران: انتشارات روزگار، چاپ اول، بهار ۱۳۷۷